# Уолтон, Уильям (художник)
Уильям Уолтон (англ. William Walton; 10 ноября 1843, Филадельфия — 1915) — американский художник, художественный критик и переводчик.
Учился в Пенсильванской академии изящных искусств и Национальной академии дизайна, затем в 1877—1878 гг. совершенствовался в Париже под руководством Каролюса-Дюрана, где подружился с Джеймсом Кэроллом Беквитом, который в 1886 году написал его портрет — по мнению их общего учителя Каролюса-Дюрана, высшее достижение американской портретной живописи.
Занимался жанровой, пейзажной и портретной живописью, а также витражами. Наибольшую известность, однако, завоевал двумя обзорными книгами: «Шедевры Всемирной выставки в Париже» (англ. Chefs-d'oeuvre de l'Exposition universelle de Paris; 1889) и «Всемирная Колумбова выставка: Искусство и архитектура» (англ. World’s Columbian Exposition: Art and Architecture; 1893).
Перевёл с французского языка на английский романы Александра Дюма-сына «Дама с камелиями» и Гюстава Флобера «Мадам Бовари» (оба 1897), некоторые произведения Оноре де Бальзака. Опубликовал книгу «Париж от раннего времени до сегодняшних дней» (англ. Paris from the Earliest Period to the Present Day; 1899).
Тело Уолтона было найдено 13 ноября 1915 года в заливе Шипсхед-Бей после того, как провело в воде около трёх недель; предположения о насильственной смерти не выдвигались.